# La scatola misteriosa
La scatola misteriosa (The Squeeze) è un film commedia d'azione statunitense del 1987, diretta da Roger Young.

## Trama
Harry, artista incompreso inciampa in un cadavere e anche in una scatola misteriosa contesa da varie persone disposte a uccidere per essa. Harry comprende poi che la scatola serve a comandare a distanza le palline di una lotteria